# 유럽식용개구리
유럽식용개구리(영어: edible frog)는 유럽에 흔한 개구리 종이다. 
유럽, 특히 프랑스에서 이 종의 개구리 다리를 식용으로 사용한다. 신장은 암컷이 5 - 9 cm, 수컷이 6 - 11 cm다. 